# Tunel Małołącki
Tunel Małołącki (Tunel, Lisia Jama) – jaskinia w Wielkiej Turni w Dolinie Małej Łąki w Tatrach Zachodnich. Ma trzy otwory wejściowe położone w Kominie Flacha, poniżej Jaskini nad Wyżniem i Szczeliny nad Wyżniem, na wysokości 1408, 1437 i 1440 metrów n.p.m. Długość jaskini wynosi około 100 metrów, a jej deniwelacja 32 metry

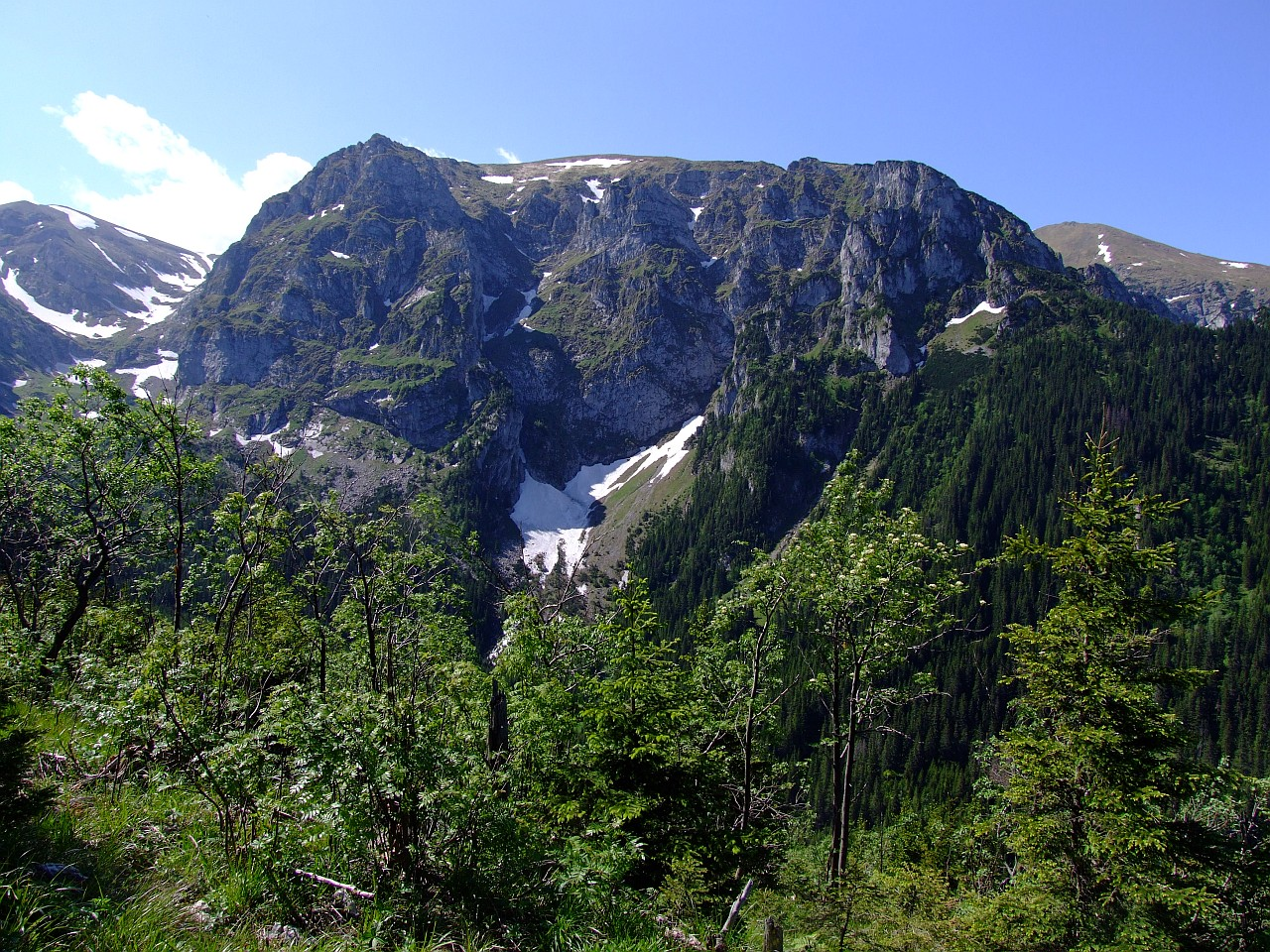
Wielka Turnia w Dolinie Małej Łąki. Lewa część środkowej depresji to Komin Flacha

## Opis jaskini
Główną częścią jaskini jest idący stromo w górę korytarz (po drodze znajduje się 3-metrowy próg), który prowadzi od otworu dolnego do małej salki. Odchodzą z niej trzy korytarzyki:  
- na lewo idzie korytarzyk kończący się niewielką salką.
- na wprost idzie do góry ciasny korytarzyk, która po kilku metrach rozgałęzia się. Jeden ciąg kończy się szczeliną, a drugi prowadzi do najwyżej położonego otworu jaskini.
- na prawo idzie do góry korytarzyk kończący się po około 8 metrach w drugim otworze w ścianie Komina Flacha[4].

## Przyroda
W jaskini brak jest nacieków i roślinności. Jest ona fragmentem systemu odprowadzającego wodę z masywu Wielkiej Turni.

## Historia odkryć
Jaskinia była znana od dawna, jednak po raz pierwszy opisał ją Władysław Habil w 1961 roku.